# Télésurveillance

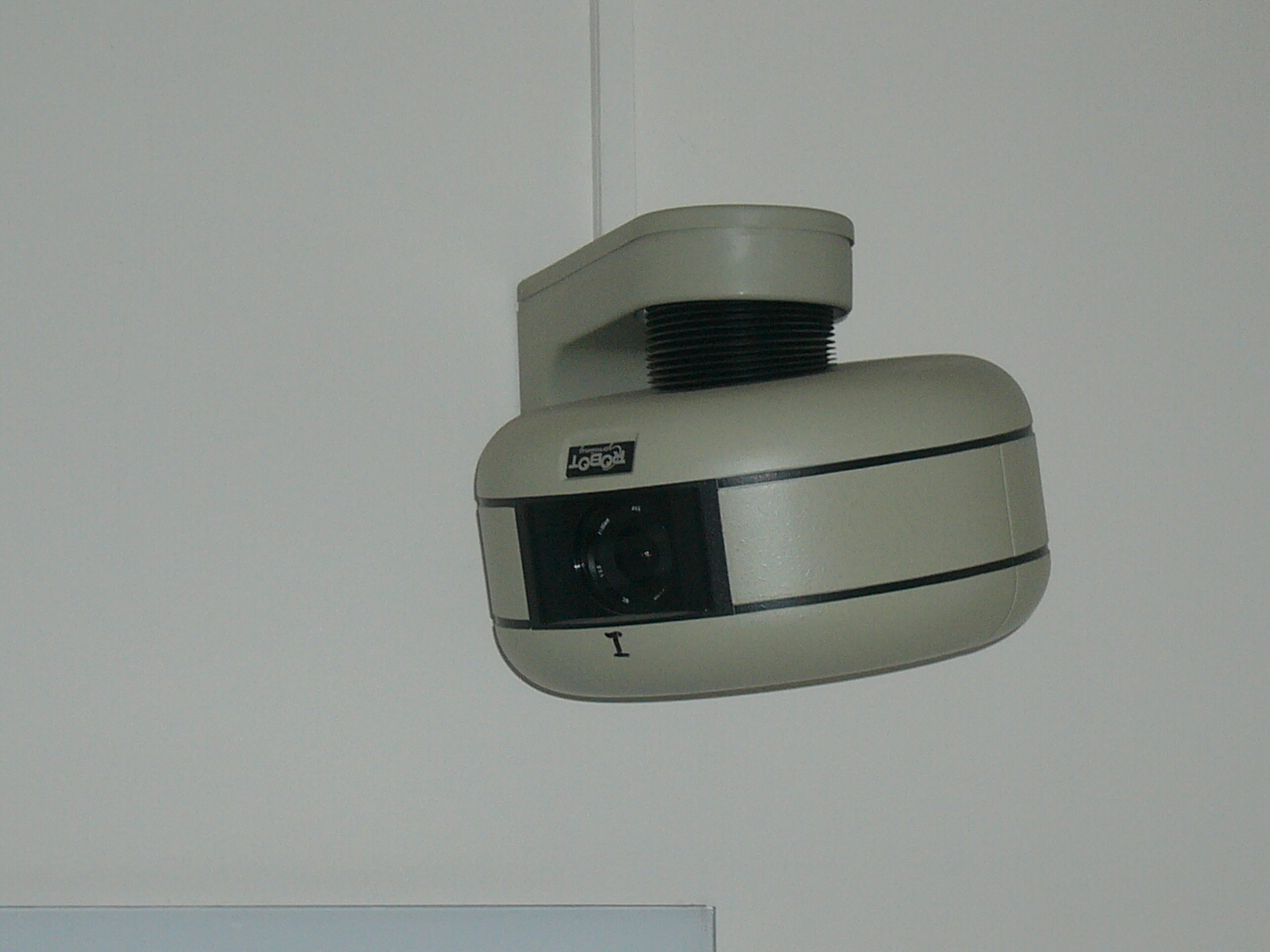
Télésurveillance vidéo dans une banque

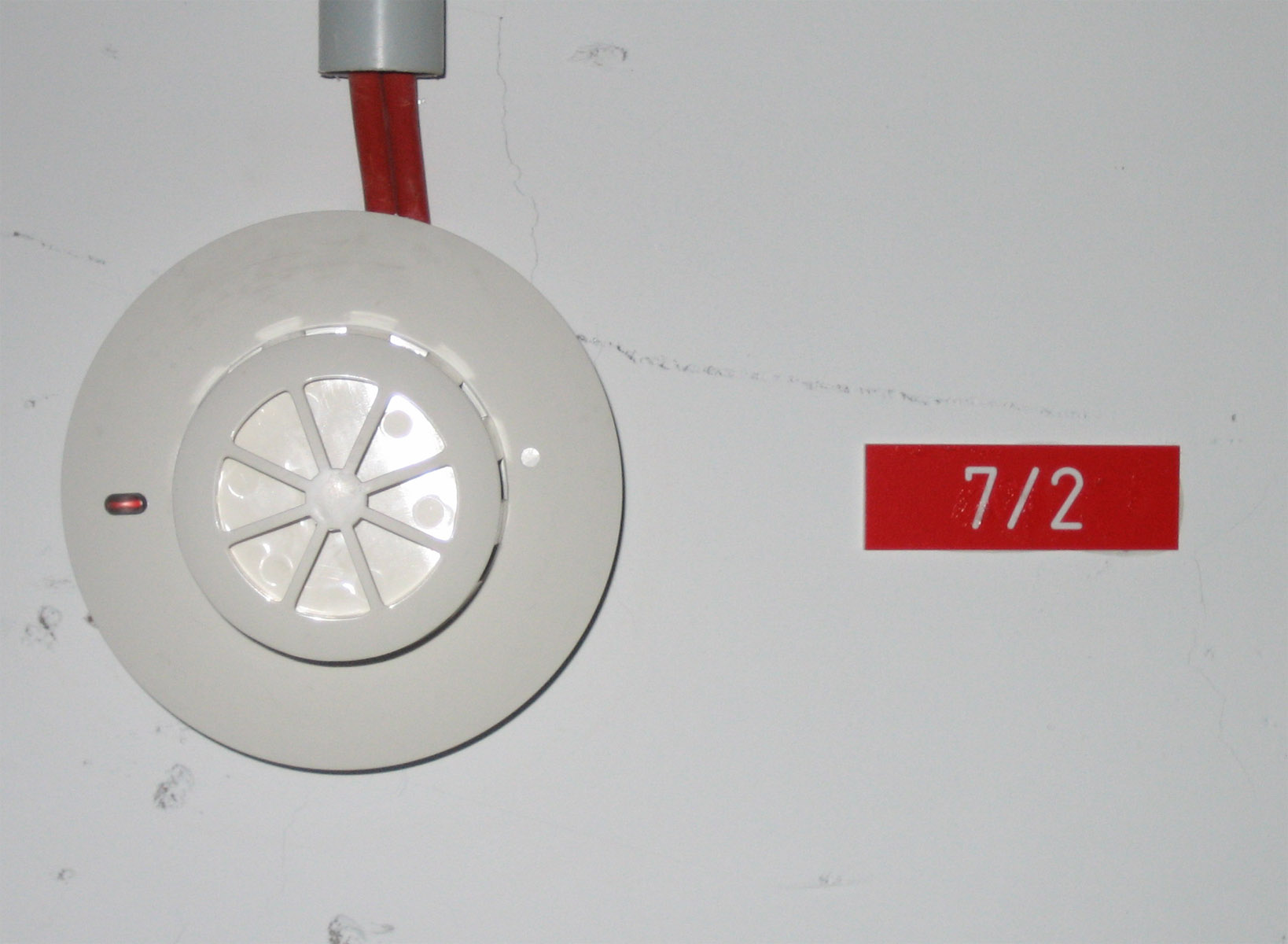
Détecteur d'incendie

La télésurveillance est un système technique structuré en réseau permettant de surveiller à distance des lieux (publics ou privés), des machines (voir supervision et monitoring) ou des individus.
Ce système s'est généralisé à Londres durant les années 1980, à la suite des attentats menés par l'IRA. Et c'est également en Angleterre, bien avant qu'il ne devienne une réalité, que sont nées les premières inquiétudes quant à son utilisation à des fins de contrôle social. Dès 1949, en effet, l'écrivain George Orwell décrivait dans son roman d'anticipation 1984 un univers entièrement sous la coupe d'un personnage appelé Big Brother (en réalité une incarnation de l'État totalitaire) capable d'identifier les faits et gestes de toute une population grâce à un immense parc de caméras disséminées partout dans la ville.
La justification de son utilisation pour contrer le terrorisme est renforcée au XXIe siècle, au lendemain des attentats du 11 septembre, mais elle est également invoquée comme un instrument de prévention contre la délinquance dans les villes, ce qui n'est pas sans provoquer des réactions de contestation de la part d'intellectuels et d'associations œuvrant pour la défense des libertés individuelles ou - dans un autre registre - mettant en doute son efficacité et/ou s'élevant contre son coût.

## Usages
La télésurveillance est employée dans de nombreuses situations, généralement pour des raisons de sécurité :
- dans le cadre de la sécurité routière, au moyen de caméras spécialisées ou des capteurs à proximité voire noyés dans la chaussée permettent d'évaluer la densité du trafic, les ralentissements qui peuvent en découler, la présence de personnes sur les bandes d'arrêt d'urgence, etc. ;
- pour la surveillance des machines : divers capteurs permettent d'évaluer l'état de la machine, ces informations peuvent alors être envoyées à un poste de surveillance. L'épuisement de consommables, une anomalie de fonctionnement ou même un acte de malveillance serait alors détecté à distance ;
- dans le cadre de la prévention de la délinquance (avec notamment la vidéosurveillance) ;
- pour la surveillance de lieux sensibles (banques, centrales nucléaires, etc.) et d'habitations, afin de prévenir les intrusions, les cambriolages et les actes de vandalisme ;
- dans le cadre de la télémédecine, et en particulier pour la surveillance des patients à distance ;
- pour la surveillance à distance des enfants et des personnes vulnérables.

## Principes techniques

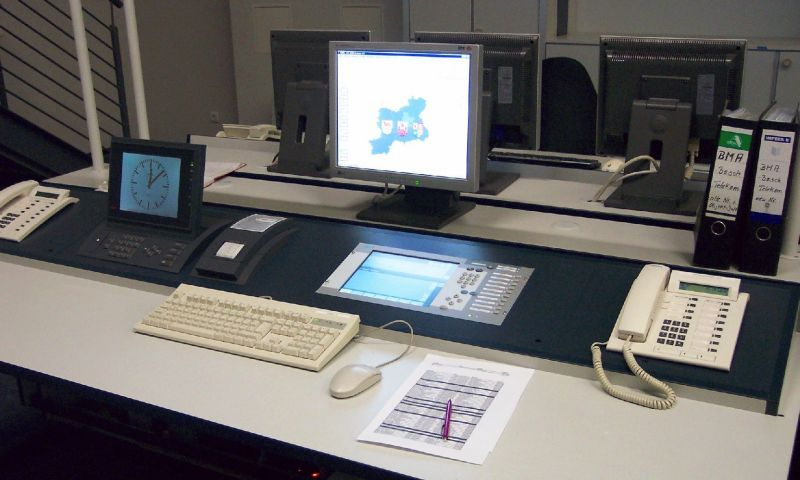
Centre de télésurveillance

Les appareillages de télésurveillance se divisent en plusieurs classes.

### Capteur de position et d'état
Les capteurs de position et d'état ont pour tâche de donner la position des ouvrants des bâtiments, des pièces et des machines. Ils permettent aussi de détecter tout mouvement dans les locaux sous surveillance.
Pour surveiller les portes, on les équipe d'interrupteur magnétique couplé ou non à un système de contrôle d'accès.
Afin d'obtenir un état (occupé ou non) des pièces, on dispose des détecteurs de mouvement (radars : infrarouge ou volumétrique) aux endroits les plus propices.

### Capteur de son
Des microphones (éventuellement sans fils), disposés à des emplacements stratégiques permettent, d'écouter les éventuels intrus, ou d'entendre les occupants d'un lieu. Des interphones sans fil (Wi-Fi…) sont parfois utilisés pour la télésurveillance des bébés dans leur chambre (ils font partie des dispositifs exposant le bébé à des ondes non ionisantes sont les effets biologiques sont en core mal connus. En mai 2011, le Conseil de l'Europe a adopté une résolution sur « les dangers potentiels des champs électromagnétiques et leurs effets sur l'environnement ».

### Capteur d'images
Des caméras de surveillance permettent de visualiser et d'enregistrer les images du lieu à protéger en les transmettant par liaison vidéo, réseau IP ou sans fil à un moniteur vidéo ou informatique, généralement installé dans un centre de télésurveillance.

### Transmetteur (plus communément appelé le système MQEEBD)
Dans certains cas, le système est complété par un transmetteur téléphonique numérique ou par un transmetteur GSM qui alerte le centre de télésurveillance ou le propriétaire de l'habitation dès qu’une anomalie est constatée ou une intrusion détectée. Enfin, la télésurveillance peut être liée à la télésécurité, qui prévoit notamment l'intervention sur place en cas d'intrusion ou d'anomalie de fonctionnement.
Les informations, notamment dans le cas des images, peuvent être transmises en temps réel par Internet.

### Enregistreur
L'enregistreur permet d'enregistrer et de sauvegarder des données collectées (images, sons, etc.) pour une utilisation ultérieure.

### Centre de télésurveillance
À l'autre bout de la chaîne, l'opérateur en télésurveillance, travaillant dans un centre de télésurveillance, réagit en fonction des consignes données : appel aux services compétents ou aux personnes concernées, intervention sur place, etc.
Dans le cas de la télésurveillance d'un local d'habitation ou d'une société, la transmission des alertes peut être envoyée au PC de télésurveillance soit par un transmetteur téléphonique classique relié à une ligne téléphonique RTC ou dégroupée, soit par un transmetteur téléphonique GSM utilisant une liaison GSM.
Les centres de télésurveillances peuvent être certifiés par l'APSAD (Assemblée Plénière des Sociétés d'Assurance Dommage) selon des niveaux de risques : P2 type courant, P3 pour les risques dits lourds et très lourds ; proposant ainsi des sécurités supplémentaires (nombre d'opérateurs, redondance des installations, blindage).

## Critiques
Présenté comme un outil au service de la sécurité des individus, le phénomène de la télésurveillance s'est d'abord développé à Londres dans les années 1980, à la suite des attentats terroristes perpétrés par l'IRA,. Sa généralisation a ensuite été justifiée comme un instrument de prévention contre la délinquance et le vandalisme dans l'espace public des grandes villes. Ce n'est qu'ultérieurement que la télésurveillance a été introduite dans des espaces privés et pour d'autres usages que la sécurité, principalement dans le domaine de la santé.
Le fait que les individus puissent être filmés à leur insu et que les bandes vidéos soient archivées n'est pas sans soulever un certain nombre de critiques d'ordre éthique, auxquelles les autorités répondent généralement par la création d'institutions dont l'objectif est de garantir la protection des libertés individuelles. C'est par exemple le cas en France avec la CNIL, en 1978.
Mais, bien avant que la vidéosurveillance ne devienne une réalité concrète, naissent les premières inquiétudes quant à son utilisation à des fins de contrôle social. Ainsi, dès 1949, l'écrivain George Orwell décrit dans son roman d'anticipation 1984 un univers entièrement sous la coupe d'un personnage appelé Big Brother, capable d'identifier les faits et gestes de toute une population grâce à un immense parc de caméras disséminées dans tous les lieux.
D'autres critiques sont régulièrement émises sur la télésurveillance, contestant cette fois son efficacité. En 2009, un rapport a été commandité par le ministère de l'Intérieur et confié à trois corps d’inspection, dont ceux de la police (IGPN) et de la gendarmerie (ITGN), afin de "prouver l’efficacité des caméras de surveillance". Mais deux sociologues, Eric Heilmann et Tanguy Le Goff, en contestent la pertinence. En 2012, un débat contradictoire oppose Heilmann à Philippe Melchior, qui a été chargé par le gouvernement de préparer un plan de développement de la vidéosurveillance, puis de conduire sa mise en œuvre.